# Александър Марковски
Александър Янев Марковски е югославски партизанин и деец на комунистическата съпротива във Вардарска Македония.

## Биография
Роден е на 8 ноември 1923 година в село Брод. Учи до четвърто отделение. След окупирането на Югославия влиза в българската армия. След Деветосептемврийския преврат се включва в бригада „Гоце Делчев“, съставена от българи от Македония и политически затворници. Навлизайки в пределите на Македония, е прехвърлен в 21 македонска бригада. Участва в битки срещу немските сили при Сушево, където е убит на 30 септември 1944 година.